# Leofa mushroomi
Leofa mushroomi är en insektsart som beskrevs av Chalam och Rama Subba Rao 2005. Leofa mushroomi ingår i släktet Leofa och familjen dvärgstritar. Inga underarter finns listade i Catalogue of Life.